# Илко Шивачев
Илко Климентов Шивачев е български дипломат (посланик).

## Биография
Произхожда от рода на Врачанския митрополит Климент (със светско име Григорий Шивачев), който е най-големият брат на дядо му.
Автор е на книгата „Зограф. Огнище на българския дух“ (2022) за българския манастир „Св. Великомъченик Победоносец Георги Зограф“ в Света гора.

### Образование
Завършва 114 английска гимназия в София (1974) и Лесотехническия университет в София по специалност „Опазване и обогатяване на околната среда“ (1979).
Специализира:
- „Международни отношения и история на дипломацията“ в Солунския университет „Аристотел“ (1996 – 1998);
- „Международни предизвикателства пред мира и сигурността в новото хилядолетие“ в Института за международно публично право и международни отношения в Солун, Гърция (2002);
- „Стратегическо планиране и мениджмънт“ в Училището по управление „Джон Ф. Кенеди“ (факултет в Харвардския университет), САЩ (2004).

Владее английски, руски, френски и гръцки език.

### Дипломация
Постъпва на работа като III секретар в отдел „Балкански страни“ на Министерството на външните работи (1981 – 1983). Дипломат е в посолството в Атина, Гърция (1984 – 1988), после е II секретар в отдел „Балкански страни“, МВнР (1988 – 1990). От 1995 до 2003 година е генерален консул на България в Солун. Доайен на Консулския корпус в Гърция (1999 – 2002).
Заема длъжността национален координатор и главен секретар (2003 – 2004) на Междуведомствената комисия за българско участие в организацията и провеждането на летните олимпийски игри „Атина-2004“. Съветник е в Администрацията на президента Георги Първанов по въпросите на евроинтеграцията и регионалното развитие (2003 – 2007).
От 2007 до 2011 г. е извънреден и пълномощен посланик на България в гр. Кувейт, Държавата Кувейт. По същото време е едновременно посланик и за Бахрейн, Катар и Оман със седалище в гр. Кувейт.

### Секретни служби
Комисията по досиетата разкрива, че е бил секретен сътрудник на „Държавна сигурност“, управление III-I-III (ВКР) с псевдоним „Орлинов“ от 2 юни 1981 г. Щатен служител е на Разузнавателното управление на Генералния щаб (РУ ГЩ) на БНА от 16 септември 1981 г.
На 18 август 1983 г. Шивачев привлича бъдещия дипломат Любомир Кючуков за секретен сътрудник на военното разузнаване под псевдоним „Николай“. Кючуков е заместник-министър на външните работи в правителството на тройната коалиция през декември 2007 г., когато МВнР изпраща Илко Шивачев за посланик в Кувейт.